# Farreidae
Farreidae é uma família de esponjas marinhas da ordem Hexactinosida.

## Gêneros
- Asceptrulum Duplessis e Reiswig, 2004
- Aspidoscopulia Reiswig, 2002
- Claviscopulia Schulze, 1899
- Farrea Bowerbank, 1862
- Lonchiphora Ijima, 1927
- Sarostegia Topsent, 1904